# Дајнуба (Калифорнија)
Дајнуба (енгл. Dinuba) град је у америчкој савезној држави Калифорнија. По попису становништва из 2010. у њему је живело 21.453 становника.

## Демографија
Према попису становништва из 2010. у граду је живело 21.453 становника, што је 4.609 (27,4%) становника више него 2000. године.
| Група             | 2000.          | 2010.          |
| Белци             | 3.471 (20,6%)  | 2.682 (12,5%)  |
| Афроамериканци    | 60 (0,4%)      | 141 (0,7%)     |
| Азијати           | 442 (2,6%)     | 454 (2,1%)     |
| Хиспаноамериканци | 12.647 (75,1%) | 18.114 (84,4%) |
| Укупно            | 16.844         | 21.453         |